# Agelasticus thilius
Agelasticus thilius е вид птица от семейство Трупиалови. Видът е незастрашен от изчезване.

## Разпространение
Разпространен е в Аржентина, Боливия, Бразилия, Чили, Парагвай, Перу и Уругвай.